# كأس أوروبا 1990–91
دوري أبطال أوروبا 1990-1991 هو الموسم السادس والثلاثون من بطولة دوري أبطال أوروبا التي كانت تُعرف في ذلك الوقت باسم كأس أوروبا. فاز فريق النجم الأحمر بلغراد بهذه البطولة للمرة الأولى في تاريخه بعد أن تغلب على فريق نادي مارسيليا، إنتهت المباراة بوقتها الأصلي والإضافي بالتعادل السلبي 0-0، حسمت الركلات الترجيحية المباراة، حيث أحرز فريق بلغراد 5 ركلات ترجيحية من أصل 5، أما فريق مارسيليا فلم يحرز سوى 3 ركلات ترجيحية من أصل 4.أقيمت المبارة النهائية بين الفريقين في مدينة باري في إيطاليا بتاريخ 29 مايو من عام 1991. كما تُعتبر هذه البطولة هي آخر بطولة لدوري الأبطال تُلعب بنظام الخروج المغلوب. إذ بدءً من موسم 1991-92 لُعبت البطولة بدايةً بنظام المجموعات. كما شهد هذا الموسم عودة الأندية الإنجليزية بعد المنع من المشاركة في البطولة دام خمسة أعوام بسبب كارثة ملعب هيسل في عام 1985 باستثناء نادي ليفربول الذي مُنع لسنة إضافية لذلك لم يُشارك في هذه النسخة. كما لم يُشارك بطل الدوري الهولندي نادي أياكس بهذه البطولة بسبب سوء سلوك مشجعيه في إحدى مباريات الموسم الذي سبق تلك البطولة.

## الفرق
| - دينامو تيرانا - سواروفسكي تيرول - نادي كلوب بروج - سسكا صوفيا - نادي أبويل - سبارتا براغ - نادي أودنسه - نادي كوسيسي - أولمبيك مارسيليا - دينامو دريسدن - بايرن ميونخ - باناثينايكوس - نادي أويبست - ناتسبيرنوفلاغ أكوريرار - إيه سي ميلان - نادي نابولي | - يونيون لوكسمبورغ - نادي فاليتا - بورتاداون - نادي ليلستروم - لخ بوزنان - نادي بورتو - باتريك أتلتيك - دينامو بوخارست - نادي رينجرز - سبارتاك موسكو - ريال مدريد - نادي مالمو - نادي غراسهوبر زيوريخ - نادي بشكتاش - النجم الأحمر بلغراد |

## الدور الأول
| الفريق الأول           | إجم. | الفريق الثاني   | مباراة الذهاب | مباراة الإياب |
| ---------------------- | ---- | --------------- | ------------- | ------------- |
| نادي أبويل             | 2–7  | بايرن ميونخ     | 2–3           | 0–4           |
| ناتسبيرنوفلاغ أكوريرار | 1–3  | سسكا صوفيا      | 1–0           | 0–3           |
| دينامو بوخارست         | 5–1  | باتريك أتلتيك   | 4–0           | 1–1           |
| نادي بورتو             | 13–1 | بورتاداون       | 5–0           | 8–1           |
| النجم الأحمر بلغراد    | 5–2  | غراسهوبر زيوريخ | 1–1           | 4–1           |
| نادي فاليتا            | 0–10 | نادي رينجرز     | 0–4           | 0–6           |
| يونيون لوكسمبورغ       | 1–6  | دينامو دريسدن   | 1–3           | 0–3           |
| نادي مالمو             | 5–4  | نادي بشكتاش     | 3–2           | 2–2           |
| نادي نابولي            | 5–0  | نادي أويبست     | 3–0           | 2–0           |
| سبارتا براغ            | 0–4  | سبارتاك موسكو   | 0–2           | 0–2           |
| نادي أودنسه            | 1–10 | ريال مدريد      | 1–4           | 0–6           |
| سواروفسكي تيرول        | 7–1  | نادي كوسيسي     | 5–0           | 2–1           |
| إيه سي ميلان           | مُعفى |                 | –             | –             |
| نادي ليلستروم          | 1–3  | كلوب بروج       | 1–1           | 0–2           |
| لخ بوزنان              | 5–1  | باناثينايكوس    | 3–0           | 2–1           |
| أولمبيك مارسيليا       | 5–1  | دينامو تيرانا   | 5–1           | 0–0           |

### مباريات الذهاب
| نادي أبويل                      | 2–3   | بايرن ميونخ                                            |
| ------------------------------- | ----- | ------------------------------------------------------ |
| سينيسا غوجيك 5' · بانتزيراس 80' | تقرير | شتيفان رويتر 72' · ألان ميكنالي 87' · توماس سترونز 89' |

| ناتسبيرنوفلاغ أكوريرار | 1–0   | سسكا صوفيا |
| ---------------------- | ----- | ---------- |
| هافستاين 17'           | تقرير |            |

| دينامو بوخارست                                                              | 4–0   | باتريك أتلتيك |
| --------------------------------------------------------------------------- | ----- | ------------- |
| أنتون دوبوس 2' · ماريان داماشين 19' · دورين ماتيوت 24' · ماريوس تشيريجي 80' | تقرير |               |

| نادي بورتو                                                                  | 5–0   | بورتاداون |
| --------------------------------------------------------------------------- | ----- | --------- |
| غيرالدو بيريرا 6' · ستيفان بايل 17'، 77' · إميل كوستادينوف 32' · برانكو 50' | تقرير |           |

| النجم الأحمر بلغراد | 1–1   | نادي غراسهوبر زيوريخ |
| ------------------- | ----- | -------------------- |
| دراغيسا بينيتش 44'  | تقرير | بيتر كوزلي 14'       |

| نادي فاليتا | 0–4   | نادي رينجرز                                                    |
| ----------- | ----- | -------------------------------------------------------------- |
|             | تقرير | ألي مككويست 16' (ض.ج) · مارك هاتيلي 58' · مو جوهنستون 75'، 80' |

| يونيون لوكسمبورغ    | 1–3   | دينامو دريسدن                                               |
| ------------------- | ----- | ----------------------------------------------------------- |
| باتريك موروكوتي 45' | تقرير | تورستين غوتشو 47' · مارك بيرزينس 78' (ه.ذ) · سفين راتكي 90' |

| نادي مالمو                                                     | 3–2   | نادي بشكتاش         |
| -------------------------------------------------------------- | ----- | ------------------- |
| هاكان ليندمان 29' · باتريك أندرسون 58' · ريسيب كيتين 61' (ه.ذ) | تقرير | فياز أوسار 50'، 59' |

| نادي نابولي                                | 3–0   | نادي أويبست |
| ------------------------------------------ | ----- | ----------- |
| ماركو باروني 35' · دييغو مارادونا 43'، 76' | تقرير |             |

| سبارتا براغ | 0–2   | سبارتاك موسكو                        |
| ----------- | ----- | ------------------------------------ |
|             | تقرير | آغور شيمالوف 25' · فاليري شماروف 58' |

| نادي أودنسه     | 1–4   | ريال مدريد                                                                 |
| --------------- | ----- | -------------------------------------------------------------------------- |
| بير بيديرسن 21' | تقرير | أدولفو ألدانا 17' · هوغو سانشيز 26' · فرانسيسكو فيلارويا 82' · ماكويدا 88' |

| سواروفسكي تيرول                                                      | 5–0   | نادي كوسيسي |
| -------------------------------------------------------------------- | ----- | ----------- |
| نيستور غوروسيتو 29' · أوليفير برودلو 35' · بيتر باكولت 41'، 60'، 81' | تقرير |             |

| نادي ليلستروم  | 1–1   | نادي كلوب بروج     |
| -------------- | ----- | ------------------ |
| غونار هاله 81' | تقرير | لورينزو ستالينز 4' |

| لخ بوزنان                                          | 3–0   | باناثينايكوس |
| -------------------------------------------------- | ----- | ------------ |
| تشيسلاف جاكولسفيس 2' (ض.ج)، 19' · ماريك رزيبكا 64' | تقرير |              |

| أولمبيك مارسيليا                                                            | 5–1   | دينامو تيرانا          |
| --------------------------------------------------------------------------- | ----- | ---------------------- |
| جان بيير بابان 45' (ض.ج)، 68'، 74' · إيريك كانتونا 70' · فيليب فيركرويس 90' | تقرير | إرمال تاهيري 89' (ض.ج) |

### مباريات الإياب
ملاحظة: تم توحيد علم ألمانيا الحالي لنادي بايرن ميونخ الذي كان يتبع دولة ألمانيا الغربية ونادي دينامو دريسدن الذي كان يتبع ألمانيا الشرقية في المباريات التي لُعبت في أو بعد 3 أكتوبر بسبب توحيد ألمانيا في تاريخ 3 أكتوبر 1990.
| بايرن ميونخ                                   | 4–0   | نادي أبويل |
| --------------------------------------------- | ----- | ---------- |
| كلاوس آوغنتالر 48' · ميهالوفيتش 64'، 89'، 90' | تقرير |            |

بايرن ميونخ فاز 7–2 في المجموع.
| سسكا صوفيا                                  | 3–0   | ناتسبيرنوفلاغ أكوريرار |
| ------------------------------------------- | ----- | ---------------------- |
| هريستو ماراشليف 19'، 80' · جورجي جوركيف 48' | تقرير |                        |

سسكا صوفيا فاز 3–1 في المجموع.
| باتريك أتلتيك  | 1–1   | دينامو بوخارست   |
| -------------- | ----- | ---------------- |
| بات فينلون 37' | تقرير | دورين ماتيوت 76' |

دينامو بوخارست فاز 5–1 في المجموع.
| بورتاداون        | 1–8   | نادي بورتو                                                                             |
| ---------------- | ----- | -------------------------------------------------------------------------------------- |
| ساندي فراسير 36' | تقرير | رابح ماجر 9'، 15'، 33'، 55' · خوسيه سيميدو 40' · ستيفان بايل 50'، 79' · جورجي كوتو 81' |

بورتو فاز 13–1 في المجموع.
| نادي غراسهوبر زيوريخ   | 1–4   | النجم الأحمر بلغراد                                                             |
| ---------------------- | ----- | ------------------------------------------------------------------------------- |
| بيتر كوزلي 62' (ركلة.) | تقرير | داركو بانكيف 12' · روبرت بروسينيتشي 49' (ض.ج)، 83' (ض.ج) · دوسكو رادينوفيتش 59' |

النجم الأحمر بلغراد فاز 5–2 في المجموع.
| نادي رينجرز                                                                      | 6–0   | نادي فاليتا |
| -------------------------------------------------------------------------------- | ----- | ----------- |
| ديفي دودز 5' · جون سبينسر 6' · مو جوهنستون 19'، 37'، 76' (ض.ج) · ألي مككويست 75' | تقرير |             |

رينجرز فاز 10–0 في المجموع.
| دينامو دريسدن                           | 3–0   | يونيون لوكسمبورغ |
| --------------------------------------- | ----- | ---------------- |
| آوي ياهنيغ 18'، 45' · تورستين غوتشو 34' | تقرير |                  |

دينامو دريسدين فاز 6–1 في المجموع.
| نادي بشكتاش                      | 2–2   | نادي مالمو                             |
| -------------------------------- | ----- | -------------------------------------- |
| علي غولتكين 30' · فياز أوسار 43' | تقرير | ماركوس إيخيم 53' · بينت سكاميلسرود 63' |

مالمو فاز 5–4 في المجموع.
| نادي أويبست | 0–2   | نادي نابولي                               |
| ----------- | ----- | ----------------------------------------- |
|             | تقرير | جوسيبي انكوكياتي 13' · ريكاردو أليماو 35' |

نابولي فاز 5–0 في المجموع.
| سبارتاك موسكو                       | 2–0   | سبارتا براغ |
| ----------------------------------- | ----- | ----------- |
| بيريبادينكو 33' · أوليج إيفانوف 51' | تقرير |             |

سبارتاك موسكو فاز 4–0 في المجموع.
| ريال مدريد                                                           | 6–0   | نادي أودنسه |
| -------------------------------------------------------------------- | ----- | ----------- |
| سيباستيان لوسادا 14'، 53'، 74' · ميتشيل 36' · أدولفو ألدانا 46'، 81' | تقرير |             |

ريال مدريد فاز 10–1 في المجموع.
| نادي كوسيسي         | 1–2   | سواروفسكي تيرول           |
| ------------------- | ----- | ------------------------- |
| سامي فيهكاكوسكي 71' | تقرير | بيتر باكولت 5'، 50' (ض.ج) |

سواروفسكي تيرول فاز 7–1 في المجموع.
| نادي كلوب بروج                 | 2–0   | نادي ليلستروم |
| ------------------------------ | ----- | ------------- |
| فوكي بوي 2' · فرانك فارينا 82' | تقرير |               |

كلوب بروج فاز 3–1 في المجموع.
| باناثينايكوس          | 1–2   | لخ بوزنان                                    |
| --------------------- | ----- | -------------------------------------------- |
| ديميترس سارافاكوس 44' | تقرير | بوغوسلاف باتشيلسكي 68' · كازميريز موسكال 85' |

لخ بوزنان فاز 5–1 في المجموع.
| دينامو تيرانا | 0–0   | أولمبيك مارسيليا |
| ------------- | ----- | ---------------- |
|               | تقرير |                  |

مارسيليا فاز 5–1 في المجموع.

## الدور الثاني
| الفريق الأول        | إجم.      | الفريق الثاني    | مباراة الذهاب | مباراة الإياب |
| ------------------- | --------- | ---------------- | ------------- | ------------- |
| بايرن ميونخ         | 7–0       | سسكا صوفيا       | 4–0           | 3–0           |
| دينامو بوخارست      | 0–4       | نادي بورتو       | 0–0           | 0–4           |
| النجم الأحمر بلغراد | 4–1       | نادي رينجرز      | 3–0           | 1–1           |
| دينامو دريسدن       | 2–2 (ر.ت) | نادي مالمو       | 1–1           | 1–1           |
| نادي نابولي         | 0–0 (ر.ت) | سبارتاك موسكو    | 0–0           | 0–0           |
| ريال مدريد          | 11–3      | سواروفسكي تيرول  | 9–1           | 2–2           |
| إيه سي ميلان        | 1–0       | نادي كلوب بروج   | 0–0           | 1–0           |
| لخ بوزنان           | 4–8       | أولمبيك مارسيليا | 3–2           | 1–6           |

### مباريات الذهاب
| بايرن ميونخ                                                           | 4–0   | سسكا صوفيا |
| --------------------------------------------------------------------- | ----- | ---------- |
| شتيفان رويتر 3'، 62' (ض.ج) · رونالد ووهلفارث 28' · كلاوس آوغنتالر 54' | تقرير |            |

| دينامو بوخارست | 0–0   | نادي بورتو |
| -------------- | ----- | ---------- |
|                | تقرير |            |

| النجم الأحمر بلغراد                                          | 3–0   | نادي رينجرز |
| ------------------------------------------------------------ | ----- | ----------- |
| جون براون 8' (ه.ذ) · روبرت بروسينيتشي 65' · داركو بانكيف 74' | تقرير |             |

| دينامو دريسدن     | 1–1   | نادي مالمو      |
| ----------------- | ----- | --------------- |
| تورستين غوتشو 45' | تقرير | ليف إنغفيست 18' |

| نادي نابولي | 0–0   | سبارتاك موسكو |
| ----------- | ----- | ------------- |
|             | تقرير |               |

| ريال مدريد                                                                                              | 9–1   | سواروفسكي تيرول |
| --- | ----- | --------------- |
| إيميليو بوتراغينيو 4'، 30'، 48' · هوغو سانشيز 7'، 14'، 72'، 85' · فرناندو هييرو 37' · ميغيل تينديلو 80' | تقرير | بيتر باكولت 17' |

| إيه سي ميلان | 0–0   | نادي كلوب بروج |
| ------------ | ----- | -------------- |
|              | تقرير |                |

| لخ بوزنان                                                          | 3–2   | أولمبيك مارسيليا                 |
| ------------------------------------------------------------------ | ----- | -------------------------------- |
| داميان لوكاسيك 31' · بوغوسلاف باتشيلسكي 41' · أندرزيج جوسكوفاك 58' | تقرير | لوران فورنييه 8' · كريس وادل 64' |

### مباريات الإياب
| سسكا صوفيا | 0–3   | بايرن ميونخ                                                 |
| ---------- | ----- | ----------------------------------------------------------- |
|            | تقرير | رولاند ووهلفارث 16' · شتيفان إيفنبرغ 78' · ألان ميكنالي 84' |

بايرن ميونخ فاز 7–0 في المجموع.
| نادي بورتو                                                         | 4–0   | دينامو بوخارست |
| ------------------------------------------------------------------ | ----- | -------------- |
| إميل كوستادينوف 3'، 22' · جيرالدو بيريرا 48' (ض.ج) · دومينيغوس 63' | تقرير |                |

بورتو فاز 4–0 في المجموع.
| نادي رينجرز     | 1–1   | النجم الأحمر بلغراد |
| --------------- | ----- | ------------------- |
| ألي مككويست 76' | تقرير | داركو بانكيف 51'    |

النجم الأحمر بلغراد فاز 4–1 في المجموع.
| نادي مالمو                | 1–1 (ب.و.إ.) | دينامو دريسدن     |
| ------------------------- | ------------ | ----------------- |
| توربجورن بيرسون 72' (ض.ج) | تقرير        | تورستين غوتشو 19' |

تعادل الفريقان 2-2 في المجموع. دينامو ديرسدين فاز 5–4 في الضربات الترجيحية.
| سبارتاك موسكو | 0–0 (ب.و.إ.) | نادي نابولي |
| ------------- | ------------ | ----------- |
|               | تقرير        |             |

تعادل الفريقان 0-0 في المجموع. سبارتاك موسكو فاز 5–3 في الضربات الترجيحية.
| سواروفسكي تيرول                            | 2–2   | ريال مدريد                |
| ------------------------------------------ | ----- | ------------------------- |
| ألفريد هورتناغل 14' · مانفريد لينزماير 90' | تقرير | سيباستيان لوسادا 34'، 45' |

ريال مدريد فاز 11–3 في المجموع.
| نادي كلوب بروج | 0–1   | إيه سي ميلان       |
| -------------- | ----- | ------------------ |
|                | تقرير | أنغيلو كاربوني 47' |

ميلان فاز 1–0 في المجموع.
| أولمبيك مارسيليا                                                                    | 6–1   | لخ بوزنان                   |
| ----------------------------------------------------------------------------------- | ----- | --------------------------- |
| جان بيير بابان 19' · فيليب فيركرويس 34'، 45'، 84' · جان تيغانا 89' · باسيل بولي 90' | تقرير | تشيسلاف جاكولسفيس 59' (ض.ج) |

مارسيليا فاز 8–4 في المجموع.

## ربع النهائي
| الفريق الأول        | إجم. | الفريق الثاني    | مباراة الذهاب | مباراة الإياب |
| ------------------- | ---- | ---------------- | ------------- | ------------- |
| بايرن ميونخ         | 3–1  | نادي بورتو       | 1–1           | 2–0           |
| النجم الأحمر بلغراد | 6–0  | دينامو دريسدن    | 3–0           | 3–10          |
| سبارتاك موسكو       | 3–1  | ريال مدريد       | 0–0           | 3–1           |
| إيه سي ميلان        | 1–4  | أولمبيك مارسيليا | 1–1           | 0–23          |

1 – توقفت المباراة في الدقيقة 78 بسبب أعمال شغب الجماهير وكانت النتيجة حينها 2-1 للنجم الأحمر بلغراد. احتُسبت النتيجة 3-0 لصالح النجم الأحمر بلغراد.
2 – توقفت المباراة في الدقيقة 88 بنتيجة 1-0 لنادي مارسيليا بسبب تعطل كشافات أضواء الملعب، حينها رفض نادي ميلان إكمال المباراة إلا حين إصلاح العطل. وتم احتساب النتيجة 3-0 لنادي مارسيليا.

### مباريات الذهاب
| بايرن ميونخ       | 1–1   | نادي بورتو    |
| ----------------- | ----- | ------------- |
| مانفريد بيندر 31' | تقرير | دومينيغوس 65' |

| النجم الأحمر بلغراد                                              | 3–0   | دينامو دريسدن |
| ---------------------------------------------------------------- | ----- | ------------- |
| روبرت بروسينيتشي 20' · دراغيسا بينيتش 42' · ديان سافيدجيفيدج 56' | تقرير |               |

| سبارتاك موسكو | 0–0   | ريال مدريد |
| ------------- | ----- | ---------- |
|               | تقرير |            |

| إيه سي ميلان  | 1–1   | أولمبيك مارسيليا   |
| ------------- | ----- | ------------------ |
| رود خوليت 14' | تقرير | جان بيير بابان 27' |

### مباريات الإياب
| نادي بورتو | 0–2   | بايرن ميونخ                            |
| ---------- | ----- | -------------------------------------- |
|            | تقرير | كريستيان تسيغه 19' · مانفريد بيندر 71' |

بايرن ميونخ فاز 3–1 في المجموع.
| دينامو دريسدن          | 1–2   | النجم الأحمر بلغراد                     |
| ---------------------- | ----- | --------------------------------------- |
| تورستين غوتشو 3' (ض.ج) | تقرير | ديان سافيدجيفيدج 51' · داركو بانكيف 71' |

توقفت المباراة في الدقيقة 78 بسبب أعمال شغب الجماهير وكانت النتيجة حينها 2-1 للنجم الأحمر بلغراد. احتسب الاتحاد الدولي لكرة القدم النتيجة 3-0 لصالح النجم الأحمر بلغراد. فاز نادي النجم الأحمر 6-0 في المجموع.
| ريال مدريد             | 1–3   | سبارتاك موسكو                                  |
| ---------------------- | ----- | ---------------------------------------------- |
| إيميليو بوتراغينيو 10' | تقرير | ديميتري رادتشينكو 20'، 38' · فاليري شماروف 64' |

سبارتاك موسكو فاز 3–1 في المجموع.
| أولمبيك مارسيليا | 1–0   | إيه سي ميلان |
| ---------------- | ----- | ------------ |
| كريس وادل 75'    | تقرير |              |

توقفت المباراة في الدقيقة 88 بنتيجة 1-0 لنادي مارسيليا بسبب تعطل بعض كشافات أضواء الملعب، حينها رفض نادي ميلان إكمال المباراة إلا حين إصلاح العطل. وتم احتساب النتيجة 3-0 لنادي مارسيليا. فاز نادي مارسيليا 4-1 في المجموع.

## نصف النهائي
| الفريق الأول  | إجم. | الفريق الثاني       | مباراة الذهاب | مباراة الإياب |
| ------------- | ---- | ------------------- | ------------- | ------------- |
| بايرن ميونخ   | 3–4  | النجم الأحمر بلغراد | 1–2           | 2–2           |
| سبارتاك موسكو | 2–5  | أولمبيك مارسيليا    | 1–3           | 1–2           |

### مباريات الذهاب
| بايرن ميونخ         | 1–2   | النجم الأحمر بلغراد                     |
| ------------------- | ----- | --------------------------------------- |
| رولاند ووهلفارث 22' | تقرير | داركو بانكيف 45' · ديان سافيدجيفيدج 70' |

| سبارتاك موسكو    | 1–3   | أولمبيك مارسيليا                                          |
| ---------------- | ----- | --------------------------------------------------------- |
| آغور شاليموف 58' | تقرير | عبيدي بيليه 27' · جان بيير بابان 31' · فيليب فيركرويس 88' |

### مباريات الإياب
| النجم الأحمر بلغراد                               | 2–2   | بايرن ميونخ                             |
| ------------------------------------------------- | ----- | --------------------------------------- |
| سينيشا ميهايلوفيتش 25' · كلاوس آوغنتالر 90' (ه.ذ) | تقرير | كلاوس آوغنتالر 65' · مانفريد بيندير 70' |

النجم الأحمر بلغراد فاز 4–3 في المجموع.
| أولمبيك مارسيليا                 | 2–1   | سبارتاك موسكو               |
| -------------------------------- | ----- | --------------------------- |
| عبيدي بيليه 34' · باسيل بولي 48' | تقرير | ألكساندر موستوفوي 58' (ض.ج) |

مارسيليا فاز 5–2 في المجموع.

## النهائي
| النجم الأحمر بلغراد | 0-0   | أولمبيك مارسيليا |
| ------------------- | ----- | ---------------- |
|                     | تقرير |                  |

## قائمة الهدافين
| المركز | الإسم              | الفريق              | الأهداف |
| ------ | ------------------ | ------------------- | ------- |
| 1      | بيتر باكولت        | سواروفسكي تيرول     | 6       |
| 1      | جان بيير بابان     | أولمبيك مارسيليا    | 6       |
| 3      | تورستين غوتشو      | دينامو درسدن        | 5       |
| 3      | مو جوهنستون        | نادي رينجرز         | 5       |
| 3      | سيباستيان لوسادا   | ريال مدريد          | 5       |
| 3      | داركو بانكيف       | النجم الأحمر بلغراد | 5       |
| 3      | هوغو سانشيز        | ريال مدريد          | 5       |
| 3      | فيليب فيركرويس     | أولمبيك مارسيليا    | 5       |
| 9      | إيميليو بوتراغينيو | ريال مدريد          | 4       |
| 9      | رابح ماجر          | نادي بورتو          | 4       |
| 9      | روبرت بروسينيتشي   | النجم الأحمر بلغراد | 4       |